# Шикеле, Рене
Рене Шикеле (нем. René Schickele; 4 августа 1883, Оберне — 31 января 1940,Ванс , Приморские Альпы) — немецко-французский писатель

, поэт, эссеист, переводчик, пацифист. Писал на эльзасском диалекте.

## Биография
Уроженец Эльзаса, территории, которая веками была предметом спора между Германией и Францией. Это во многом предопределило будущую судьбу литератора.
Родился в семье эльзасского владельца винодельни и полицейского и матери-француженки. Изучал историю литературы, естествознания и философии в университетах Страсбурга, Мюнхена, Парижа и Берлина. Затем вместе со своими друзьями Отто Флаке и Эрнстом Штадлером был участником группы творческой интеллигенции «Молодой Эльзас» (Das jüngste Elsaß). Редактировал несколько журналов и опубликовал несколько сборников стихов.
Основная тема его произведений — национальный конфликт Эльзаса как пограничной области. В первых произведениях Р. Шикеле разрешение проблемы изображается в образе «сверхнационального свободного европейца». В годы Первой мировой войны Шикеле жил в Швейцарии, где вокруг него группировались «друзья царства добра». В издаваемом им умеренно-антимилитаристском органе «Weisse Blätter» (Белые листья, 1916—1921) формировались лозунги пацифистского крыла немецкого экспрессионизма. Проповедуя революцию «силой духа, убеждения и примера», он вскоре разочаровался в революционном движении и перешёл на позиции буржуазного «демократизма». В автобиографической трилогии «Das Erbe am Rhein» (1925—29) прежнее бунтарство уступает место сдержанной иронии над капиталистами и правителями держав-победительниц, в отношении же проблемы Эльзаса автор взывает к «справедливости».
После Первой мировой войны переехал в Баденвейлер, оставаясь страстно приверженным взаимопониманию между Германией и Францией. В 1932 году, осознав опасность быть арестованным нацистами, эмигрировал в Санари-сюр-Мер на юге Франции. Он написал только одну книгу на французском языке, «Le Retour» (1938), в которой выразил свое разочарование неудачей примирения между Германией и Францией и изложил свое болезненное решение для демократической Франции.
Умер от сердечной недостаточности в Вансе за несколько месяцев до вторжения немецкой армии.

## Избранные произведения
- Sommernächte. Ludolf Beust, Straßburg 1902.
- Pan. Sonnenopfer der Jugend. Joseph Singer, Straßburg 1902.
- Mon Repos. Seemann Nachfolger, Berlin, Leipzig 1905.
- Voltaire und seine Zeit. Seemann Nachfolger, Berlin, Leipzig 1905.
- Der Ritt ins Leben. Axel Juncker, Stuttgart, Berlin, Leipzig, 1906.
- Der Fremde. Morgen-Verlag, Berlin 1909.
- Weiß und Rot. Paul Cassirer, Berlin 1910.
- Meine Freundin Lo. Paul Cassirer, Berlin 1911. (Erweiterte Fassung 1931)
- Das Glück. Axel Juncker, Berlin 1913. (Neuausgabe 1919)
- Schreie auf dem Boulevard. Paul Cassirer, Berlin 1913.
- Benkal der Frauentröster. Verlag der weißen Bücher, Leipzig 1914.
- Die Leibwache. Verlag der weißen Bücher, Leipzig 1914 (Digitalisat).
- Mein Herz mein Land. Verlag der weißen Bücher, Leipzig 1915.
- 'Hans im Schnakenloch. Verlag der weißen Bücher, Leipzig 1915 (Uraufführung am 16. Dezember 1916 im Neuen Theater, Frankfurt a. M.)
- Die Genfer Reise. Paul Cassirer, Berlin 1919.
- Der neunte November. Erich Reiß, Berlin 1919.
- Die Mädchen. Erzählungen. Paul Cassirer, Berlin 1920.
- Wir wollen nicht sterben! Kurt Wolff, München 1922.
- Ein Erbe am Rhein. Kurt Wolff, München 1925. (Späterer Titel: Maria Capponi; Band 1 von Das Erbe am Rhein)
- Symphonie für Jazz. S. Fischer, Berlin 1929.
- Blick auf die Vogesen. Berlin 1927. (Band 2 von Das Erbe am Rhein.)
- Der Wolf in der Hürde. Berlin 1931. (Band 3 von Das Erbe am Rhein.)
- Die Witwe Bosca. S. Fischer, Berlin 1933.
- Liebe und Ärgernis des D. H. Lawrence. Verlag Allert de Lange, Amsterdam 1934.
- Die Flaschenpost. Verlag Allert de Lange, Amsterdam 1937. Neuauflage: Verlag F. Stülten, Escheburg 2011, ISBN 978-3-9813133-1-4.
- Le Retour. Fayard, Paris 1938. (Dt.: Heimkehr, übers. von Ferdinand Hardekopf, Strasbourg 1939 (Edition Sebastian Brant)).
- Werke in 3 Bänden, herausgegeben von Hermann Kesten. Kiepenheuer & Witsch, Köln, Berlin 1959.
- Überwindung der Grenze. Essays zur deutsch-französische Freundschaft|deutsch-französischen Verständigung. Herausgegeben von Adrien Finck. Kehl 1987, ISBN 3-88571-166-4.